# 颱風艾達 (1945年)
枕崎颱風（日语：まくらざきたいふう）於1945年9月17日14時在鹿兒島縣枕崎市附近登陸。與伊勢灣颱風、室戶颱風并列為昭和三大颱風。

## 影响
台风艾达于9月17日在鹿儿岛县的枕崎市附近登陆。台风艾达是有记录以来袭击九州岛的最强台风，登陸時中心氣壓為916.3帕斯卡，最大阵风为62.7米/秒。这是在枕崎市的一个气象站记录的。这是日本有史以来第二低的海平面气压记录，仅次于1934年的室户台风。
台风艾达在日本造成2,473人死亡，1,283人失蹤、2,452人受傷。由于當時日本剛剛戰敗，防災體制不健全，在各地都造成很大災害。特別是在廣島縣，共計有超過2000人因此死亡或失蹤，給剛剛遭受原子彈轟炸的廣島雪上加霜。

## 轶事
柳田邦男的小說《空白的天氣圖》即以此為題材。
此外，据报道，USS Repose（AH-16）曾进入过台风艾达的风眼并观察到25.55英寸汞柱（约865 hPa）的气压，这低于1979年的台风泰培（870 hPa），是人类在地球上所记录到的历史最低的海平面气压纪录。

## 外部連結
- 災害をもたらした気象事例（枕崎台風） （页面存档备份，存于） - 気象庁 ホームページ （页面存档备份，存于）
- お天気豆知識 終戦と台風 （页面存档备份，存于） - バイオウェザーサービス （页面存档备份，存于）
- 京都大学生協「教職員情報」 / 花谷会館（生協本部）
- 広島平和記念資料館企画展「原子爆弾ナリト認ム」 （页面存档备份，存于）

1. ↑  . www.bousai.go.jp.   [2022-03-19]. （原始内容存档于2022-03-26）. （页面存档备份，存于）
2. 1 2  . agora.ex.nii.ac.jp.   [2022-03-19]. （原始内容存档于2022-04-22）. （页面存档备份，存于）
3. ↑  . www.data.jma.go.jp.   [2022-03-19]. （原始内容存档于2022-04-22）. （页面存档备份，存于）
4. ↑  第２版, 日本大百科全書(ニッポニカ),ブリタニカ国際大百科事典 小項目事典,デジタル大辞泉,百科事典マイペディア,世界大百科事典. . コトバンク.   [2022-03-19]. （原始内容存档于2022-04-22） （日语）. （页面存档备份，存于）
5. ↑  . www.data.jma.go.jp.   [2022-03-19]. （原始内容存档于2022-04-22）. （页面存档备份，存于）
6. ↑  . 中国新聞ヒロシマ平和メディアセンター.   [2022-03-19]. （原始内容存档于2022-04-22） （日语）. （页面存档备份，存于）
7. ↑  講談社『ギネスブック 世界記録事典 1980』90頁の他、1981年度版、1982年度版等にも記載があるが、865hPaではなく856hPaとなっている。
8. ↑  . 2001-09-09  [2020-08-08]. （原始内容存档于2001-09-09）. （页面存档备份，存于）
9. ↑  . web.archive.org. 1998-12-05  [2020-08-08]. 原始内容存档于1998-12-05. （页面存档备份，存于）
10. ↑  . 台风论坛.   [2023-09-09].
11. 1 2  . sd.cma.gov.cn.   [2022-03-19]. （原始内容存档于2022-04-22）. （页面存档备份，存于）
12. 1 2  国家气象科学数据中心. .   [2022-03-19]. （原始内容存档于2022-04-22）. （页面存档备份，存于）